# Список персонажей Gunnm
Эта статья о персонажах манги GUNNM, также известной как Battle Angel.
Манга Gunnm (яп. 銃夢 дзю: [оружие] му [сон], читается как ガンム гамму, досл. «Сны оружия»), созданная Юкито Кисиро, относится к жанру киберпанк и рассказывает о пост-апокалипсическом мире «Города Свалки Металлолома» — (яп. クズ鉄町 Кудзу-тэцу-мати), над которым висит «утопический» город Салим, являющийся для жителей нижнего города зримым воплощением райской жизни. Первые два тома манги были экранизированы в виде двухсерийного аниме Battle Angel («Боевой Ангел»), а обобщённая сцена игры «Motorball», которой посвящены третий и четвёртый тома манги, была экранизирована в виде трёхминутного анимационного ролика, идущего в качестве бонуса к переизданию манги в формате де люкс. На основе манги была написана одноимённая новеллизация, а также была создана игра Gunnm: Martian Memory («Сны Оружия: Воспоминания о Марсе»). В 2019 году так же вышла киноверсия — «Алита: Боевой ангел» от Роберта Родригеса.
Сюжет манги Gunnm повествует о киборге по имени Галли, найденной доктором Идо на свалке металлолома, и потерявшей свою память. Оба аниме посвящены её жизни в «Кудзу-тэцу-мати» — в городе, построенном вокруг гигантской свалки металлолома и охваченного кольцом фабрик, чья продукция в основном предназначена для жителей небесного города Салим. Обитатели Свалки считаются отбросами общества, а Небесный Город официально представлен лишь своими роботами. В дальнейшем сюжет манги, а также новеллизации и игры, выходит за пределы города и охватывает огромную постапокалиптическую пустынную местность, охваченную восстанием против власти Небесного Города. Вдоль немногих рек встречаются уединённые фермы, часть которых контролируется роботами Салима, а часть — армией восставших, называющих себя «Bar Jack» («Стальные Парни»). В неканоничной (отличной от начала GUNNM: Last Order) концовке манги действие переносилось в космический город Йеру, а в игре действие переносится сначала в Йеру, а затем на Марс, представляя собой альтернативную концовку, специально созданную Юкито Кисиро для этой игры.

## Основные персонажи

### Галли
Галли (яп. ガリィ Гари:, Gally) — девочка-киборг и профессиональный охотник за преступниками. Её регистрационный номер охотника — F33-405. Когда-то была спасена доктором Идо, который случайно на неё набрёл, когда искал на помойке запасные части для киборгов . Обычно Галли носит плащ и перчатки и старается не подчёркивать тот факт, что является киборгом. Имеет особые генераторы, пускающие молнии, и может заряжать кулак энергией перед ударом.
Согласно OVA, Галли изначально обладает большими боевыми возможностями, имеет небольшой рост и выглядит девочкой-подростком. При этом, в сцене пробуждения, когда Идо принёс девочку к себе, зритель может увидеть полноразмерное тело киборга-берсеркера без головы, некоторые части которого, возможно, были использованы для починки Галли.
Согласно манге, Галли хоть и владеет Panzer Kunst, одной из самых эффективных техник ведения боя киборгов-гуманоидов, но изначально не обладает серьёзными боевыми возможностями. Однако после поражения в бою она получила от Идо тело боевого киборга-берсеркера, переделанное им из мужского в женское и созданное на основе утерянных технологий.
Получив новое тело, Галли немного прибавила в росте и стала выглядеть не девочкой-подростком, а юной девушкой примерно семнадцати лет. Любопытно, что и в OVA, и в манге Галли и Юго выглядят ровесниками. Согласно «Gunnm Works» рост Галли немного превышает 1.5 метра.

Прежнее имя, которое она носила до амнезии и начала новой жизни — Ёко (яп. 陽子（ヨーコ） Ё:ко, Yoko), где (яп. 陽 Ё:) означает «положительный, светлый, солнечный», а (яп. 子) в сочетании с (яп. 陽 Ё:) в стандартном чтении читается (яп. 子 си), а само сочетание (яп. 陽子 Ё:си) означает «Протон». Однако, в женских именах (яп. 子) читается (яп. 子 ко), и дословно сочетание (яп. 陽子 Ё:ко) означает «положительное/светлое/солнечное дитя».
Впервые Галли появилась в 45-страничной додзинси (любительской манги) «Rain-Maker» (яп. レインメイカー Рэйн Мэйка:), в качестве бойца полицейского спецназа полностью состоящего из киборгов, и называвшегося TUNED. Но затем при создании манги Gunnm сюжет был полностью переработан, и она превратилась из полицейского в охотника за головами, а название TUNED перешло к киборгам спецслужбы Салима. В интервью журналу Tsunami Юкито Кисиро сообщает, что Галли и все остальные персонажи основаны на гипертрофировании тех или иных черт его собственного характера. Идея приключений Галли основана на идее взросления, в частности появления независимости от родителей и автономности, а также то, что достижение этого требует некоторого эгоизма в хорошем проявлении. Далее он поясняет, что сражаться не зная цели — фальшиво, и потому для достижения самоконтроля необходимо всё время постоянно стремиться в более безопасные и тихие места. Не стоя твёрдо на земле невозможно взвешенно принять решение куда идти дальше. И именно этот момент является испытанием решимости, требуя отваги чтобы смотреть в лицо опасностям. И именно на крайнем проявлении такого подхода основан характер Галли. О причинах потери памяти Галли, Юкито Кисиро в своём интервью, помещённом в Gunnm Encylopedia сообщает, что введение читателя в незнакомый ему мир произведения всегда представляет сложность для автора. Для решения этой проблемы существует три способа. Первый из них часто применяется в кино, но не всегда подходит для литературы, этот способ заключается в кратком вступительным видеоролике, дающем общее впечатление о мире произведения. Второй путь состоит в том, что текст произведения изобилует всяческими пояснениями, которые с одной стороны помогают читателю лучше понять мир произведения и логику поступков героев, но делает произведение довольно тяжеловесным. Третий путь, выбранный в Gunnm, основан на том, что ключевой герой либо потерявший память, как Галли, либо новорождённый, как Коёми, и потому вместе с читателем познаёт окружающий мир. При этом персонаж, потерявший память, имеет явное физическое преимущество перед практически беспомощным новорождённым, и потому может немедленно приступить к изучению окружающего мира, а невидимая связь с прошлым наделяет персонажа некоторыми базовыми характеристиками и способностями.
Сэйю — Мики Ито.

### Юго
Юго (яп. ユーゴ Ю:го, Yugo) — друг Галли, мечтающий попасть в Небесный Город и готовый ради этого на любые преступления. Когда-то у него был старший брат, работавший на фабрике. Когда Юго было 10 лет, брат построил воздушный шар и хотел добраться до Небесного Города, но был убит, потому что жена брата, соблазнившись большой наградой, донесла на него, и охотник за головами отрубил брату сперва правую руку, а затем и голову. С тех пор главная цель жизни Юго — любой ценой добраться до Небесного Города. В память об убитом брате он нанёс на свою правую руку кольцевой шрам, символ отрубленной руки. Ведёт двойную жизнь, в одной из которых он — механик, занимающийся починкой различной некибернетической техники, а в другой — преступник, чья личность пока не установлена и за чью голову назначена награда в 80 тысяч. Обычно он носит светлую бандану но, отправляясь на дело, надевает кепку и респиратор, под которым прячет своё лицо.
Согласно хронологии в GUNNM: Gaiden, родился за 15 лет до рождения Коёми (т.е. за 15 лет до того, как Идо нашёл Галли на свалке металлолома), а события 2 тома оригинальной манги посвящённой истории с Юго происходят в год когда Коёми исполнилось 2 года. То есть с учётом нулевого года: B.K.15+A.K.0+A.K.2 ему 17-18 лет. В аниме он появляется в тот же год, когда Галли становится охотником за головами, то есть в год А.К.0 и ему на момент появления 15-16 лет. При этом и в аниме и в манге, он лишь немного выше Галли.
Согласно интервью Юкито Кисиро журналу Tsunami, изначально он попробовал представить того, кто мог бы попытаться взобраться по трубам в Салим, и просто нарисовал Юго. Затем попробовал представить Юго в роли вора, но после раздумий пришёл к выводу, что в таком случае сюжет с вором, лазящим по трубам и крышам, оказывается оторванным от основного сюжета, связанного с Галли. Поэтому он решил сделать его не вором, а романтическим мечтателем, который бы понравился Галли. Придавая Юго черты мечтателя, он взял за основу свои собственные черты. Изначально романтическая связь между Юго и Галли не планировалась, но затем после раздумий он решил, что всё же логичней представить связь между Галли и мечтателем — романтической. Кроме того, на сюжет также оказало влияние то, что в японской культуре имеется тенденция говорить о мечтах, как о любви. С другой стороны, развивая тенденцию сравнения мечты и любви, в истории с Юго он решил показать, что достижение мечты, как и любви, иногда может оказаться рискованным для жизни.
Сэйю — Каппэй Ямагути.

### Дайскэ Идо
| табличка на входе: Дайскэ Идо, Механик • Киборги • Андроиды • Роботы • починка всех типов, настройка & тех.обслуживание KIBERNETIK REPARTURWERMSTÄTTE MAX HEADROOM 20M |

Дайскэ Идо (яп. イドダイスケ Идо Дайскэ, Ido Daisuke) — бывший гражданин Небесного Города, имеющий на лбу знак Небесного Города и не верящий, что туда можно вернуться. Работает врачом-хирургом, занимается починкой киборгов и многим из них помогает фактически бесплатно. . Согласно аниме когда-то был одним из лучших кибернетических врачей Салима, а ныне подрабатывает в качестве охотника за головами. Однако, согласно вышедней позднее манге Gunnm: Gaiden, содержащей приквел и спин-оффы, в Салиме он просто был очень хорошим врачом, а чинить киборгов он научился уже в Кудзу-Тэцу-Мати.
Отправляясь на охоту, берёт с собой двуручный клевец с двухметровой складной рукоятью, похожий на молот с чеканом. На самом деле, тупая часть головки «молота» является не ударной частью, а реактивным ускорителем-усилителем удара, и удар наносится острым, а не тупым концом. На охоте вместо обычного халата врача надевает длинный чёрный плащ с высоким стоячим воротником и чёрную шляпу с огромными полями. Имеет прозвище «Док» — производное от «доктор». Согласно GUNNM: Gaiden бежал из Салима за 7 лет до того как нашёл Галли.
Как и Галли, Идо изначально появился в додзинси «Rain-Maker» (яп. レインメイカー Рэйн Мэйка:). При этом он стал наиболее изменившимся персонажем, так как в «Rain-Maker» он был легендарным главой группы хакеров, взламывающих умные дома, которого должна была поймать Галли. При превращении додзинси в полноценную мангу, стереотипный сюжет, основанный на штампах, был заменён на более оригинальный, и потому Юкито Кисиро хотел убить Идо (предполагалось, что по сюжету его убьют), но так как Галли, потерявшей согласно новому сюжету память, требовался некто, кто знал бы «всё» об окружающем мире, было решено выбрать для этой цели Идо. Изменения претерпел и характер Идо — из почти психа, он превратился в доброго ангела. Кроме того, по замыслу мангаки образ Идо должен воплощать предельный дендизм.
Сэйю — Сюнсукэ Кария.
В киноадаптации 2019 года его имя меняется на Дайсон Идо, и его изображает двойной обладатель премии Оскар австрийский актер Кристоф Вальц.

### Кирен
Кирен (яп. チレン Тирэн, Chiren) — бывшая гражданка Небесного Города с соответствующим знаком на лбу, готовая на всё, чтобы вернуться туда. Работает врачом-хирургом и занимается починкой киборгов. Давно знакома с Идо, которого называет «падшим ангелом милосердия». Отношение к нему варьируется от дружеского до откровенно враждебного (в зависимости от настроения), но в минуты грусти она разглядывает голограмму, которую прячет во внутреннем кармане: на ней Кирен сфотографирована вместе с Идо. Впрочем, эти дело прошлое, а теперь Кирен — любовница Вектора, который обещал ей помочь вернуться в Небесный Город. У неё же чинятся гладиаторы Вектора, а также бывший гладиатор (а ныне разыскиваемый преступник) Гурюсики.
Она отсутствует в манге, но удачно вписалась в аниме, и её сюжетная линия получила высокие оценки. По мнению Akemi's Anime World добавление одержимого страстями взрослого треугольника между Кирен, Идо и Вектора стало удачным дополнением к романтической сюжетной линии про Галли и Юго. Похожего мнения придерживается и The Anime Cafe, считающее что именно это переплетающееся сочетание этих двух откликающихся эхом сюжетных линий делает аниме берущим за душу в сюжет, называя сюжетную линию Кирен осязаемым вкладом сценаристов этого аниме. Согласно книге «The Illusion of Life», Кирен является одним из наиболее внутренне мотивированных персонажей аниме и наиболее психологически проработанных, что делает её по-человечески живой.
Сэйю — Мами Кояма

### Запан
Запан (яп. ザパン Дзапан, Zapan) — персонаж, являющийся проходным в аниме, но играющий ключевую роль в развитии сюжета манги.
в аниме и манге
Является панком обладающим кибернетическим телом боевой модели с живым лицом. На лбу имел татуировку в виде креста из трёх радиальных чёрточек и перевёрнутого вопросительного знака (точка вопросительного знака находилась в центре — логотип группы Blue Öyster Cult). По профессии охотник за головами, имеющий регистрационный номер — F44-269, чьё излюбленное оружие длинный кривой меч, в аниме похожий на катану, но в манге отличающийся от катаны тем что клинок расширяется ближе к рукояти. Имеет несдержанный темперамент и привычку легко впадать в ярость. Как и многие охотники за головами, частый посетитель бара «Канзас», являющегося любимым местом отдыха представителей этой профессии. Любимой едой Запана были бутерброды из длинной булочки — разновидность хот-дога. 
в манге
В аниме остались за кадром ряд ссор и драк между Запаном и Галли, последняя из которых произошла из-за объявленного в розыск Юго. Драка закончилась тем, что Галли своим бронированным кулаком снесла живое лицо Запана. После финала второго тома, являющегося и финалом двухсерийного аниме, как Галли так и Запан оставили профессию охотника за головами.
В третьем и четвёртом томах оригинальной манги, Запан более не встречается. А пятый том, в котором Запан является ключевой фигурой, начинается с рассказа о том что пока происходили события третьего и четвёротого тома, Запан познакомился с доброй девушкой по имени Сара, они полюбили друг друга и жили в одной палатке. Там же находилась походная кухня, в которой они готовили суп (возможно, веганский) для раздачи бездомным. Поскольку Сара являлась принципиальной противницей всякого насилия и была добра, как ангел, Запан пытался соответствовать её высоким идеалами. Несмотря на то, что он старательно боролся со своей привычкой быстро впадать в ярость, сдержаться удавалось не всегда. Впрочем, Сара всегда прощала подобные вспышки.
Рассказ о счастливой жизни с Сарой заканчивается трагическим несчастным случаем, в ходе которого Запан, увидев Галли по телевизору, вспомнив свою последнюю драку с Галли в ходе которой он лишился своего лица, впал в истерику. В ходе которой нечаянно, не глядя, попал своей усиленной бронированной рукой боевого киборга по пытавшейся его успокоить Саре. В результате Сара погибла. Запана объявили в розыск за убийство. Разыскивать его взялся отец Сары, знаменитый охотника за головами, известного как «Мастер Собак». А Запан решил отомстить Галли, считая именно её виновной в смерти Сары. В знак того что прошлое не забыто, он вновь нанёс себе на лоб своё знаменитое тату (снесённое Галли вместе с лицом), с этого момента Запан из второстепенного персонажа становится одним из основных и играет ключевую роль в сюжете пятого тома оригинальной манги.
Странный знак на лбу является символом группы Blue Oyster Cult, часто поминаемой Юкито Кисиро в своих интервью (правда без упоминания самого Запана)
В 2010 году при переиздании манги издательством Shueisha, известном как "Gunnm New Edition", издательство без договорённости с автором самостоятельно изменило ряд диалогов, включая и диалоги с участием Запана, с целью убрать негативное использование слов обозначающих лица с психическими отклонениями (например, использование слова "псих" для негативной оценки). Что обернулось громким скандалом и разрывом отношений между автором манги - Юкито Кисиро и издательством Shueisha, остановив на несколько месяцев издание манги Gunnm: Last Order, являющейся продолжением манги Gunnm. Итогом скандала явился уход Юкито Кисиро в издательство Kodansha, а также полное переиздание манги издательством Kodansha, в новом формате с переразбивкой на новые тома, не совпадающие с первоначальным изданием.
В приложении «Gunnm Works» к изданию манги в формате «дэ люкс» имеются скетчи Запана, на одном из которых он имеет рожки и эспаньолку
Сэйю — Кодзи Тотани

### Вектор
Вектор (яп. ベクター  Бэкута:, Vector) — владелец одной из мусороперерабатывающих фабрик, поставляющих вторсырьё в Небесный город. Гордится своей работой  и мечтает прибрать к рукам экономику Небеского города: ведь туда кроме вторсырья поставляются и пищевые продукты, значит, обретая контроль над всеми поставками «снизу», можно обрести влияние и наверху. Что символично, любимый напиток Вектора — виски коньячного цвета, производимое для граждан Салима, имеет название намекающее на функцию Салима — «Heaven’s Gate» (Небесные врата), со слоганом «Open the Gate and Watch» (с англ. — «Открой врата и любуйся»). Сам Вектор называет свой любимый напиток «вкусом Салима».
По городу Вектор перемещается на большом броневике, а его офис расположен на верхнем этаже той же мусороперерабатывающей фабрики и оформлен с претензией на пентхауз. При этом Вектор не гнушается скупать органы и запчасти у бандитов для последующей перепродажи в Салим. Он посулил Кирен, что поможет вернуться в Небесный Город, а Юго отправить его в Небесный Город, как только тот заплатит ему три миллиона (10 миллионов в манге). Любит делать ставки на бои в Колизее и имеет собственных бойцов-гладиаторов, одним из которых когда-то был Гурюсика. Своего чемпиона — гладиатора по имени Зарики, он использует и в качестве телохранителя, пряча его за одно из стен офиса (являющейся раздвижной).
Согласно рассказу автора манги — Юкито Кисиро в «Энциклопедии Снов оружия», первоначально он хотел назвать Небесный Город именем Heaven’s Gate (англ. Небесные врата). Но затем у него возникла ассоциация Небесного города с Иерусалимом, и он создал связку городов Йеру и Салим. Японское название ザレム (дзарэму) связано с тем, что изначально выбрав яп. サレム (сарэму), автор решил придать ему лёгкий «немецкий акцент». В итоге название «Heaven’s Gate» было дано любимому напитку Вектора.
Сэйю — Сигэру Тиба.

## Переделанные и переименованные персонажи
Одним из наиболее заметных отличий аниме от манги является то, что в аниме вместо Макаку присутствует довольно похожий, но всё же заметно отличающийся персонаж по имени Гурюсики.

### Макаку и Гурюсика
Макаку  (魔角/マカク: Ма (魔) «демон» + Каку (角) «рог» — буквально «Демонический Рог», Makaku), персонаж манги — крайне опасный разыскиваемый преступник, особой приметой которого является огромный рог на макушке. Разыскивается за многочисленные убийства, нередко совершаемые в присутствии большого скопления народа, которые он совершает с целью поедания мозга ради получения эндорфинов(страница 43), содержащихся в мозге. Согласно игре Gunnm: Martian Memory, в разработке которой участвовал лично сам автор манги — Юкито Кисиро, и наброски которой вошли в издание манги в формате «де люкс», за голову Макаки назначена награда в 100 тысяч.
Одним из отличий Макаку присутствующего в манге, от Гурюски присутствующего в аниме, является его биография: Макаку родился в туалете и был спущен в канализацию матерью (страница 235), где рос, питаясь крысами. Однажды, будучи ещё подростком, он смотрел на «верхний мир» из-за канализационной решётки, но его заметила группа хулиганов попытавшаяся сжечь его заживо из самопального огнемёта. Получив ожоги, ему удалось сбежать, но из-за окружавших его нечистот, ожоги воспалились и стали гнить заживо (страница 237). И когда он уже слёг от гниющих ран, и лёжа в подземной сточной воде ждал приближения смерти, его неожиданно спас загадочный доктор в странных очках, со знаком на лбу в виде круга с вырезом похожего на букву «U». (страница 239) В результате он получил тело в виде кибернетического червя с огромной головой намного больше человеческой, имеющим по огромному шипу на голове и на конце хвоста, а также обладающим, способностью «похищать» чужие тела(страница 240), чем он принципиально отличается от Гурюсики. При «похищении» тела, Макаку лишив свою жертву головы, способен быстро подключиться (в качестве головы) к обезглавленному телу.
Согласно «Gunnm Works» его голова (не считая длины рога) размером чуть менее полуметра. А его «рост» с головой подключённой к чужому телу, во время событий манги составлял примерно около 4 метров (немногим менее 4 метров в теле которое у него было, когда он столкнулся с Идо и Галли, и почти 4.5 метра в теле, которым он обзавёлся позднее). Согласно хронологии опубликованной в первом томе «Gunnm: Gaiden» Макаку стал киборгом за три года до рождения Коёми (за три года до того как Идо нашёл Галли на свалке).
Гурюска  (グリュシカ), персонаж аниме — тот, кого в телетрансляциях гладиаторских боёв упоминают как «исчезнувшего» бывшего чемпиона арены, без уточнения причин его «исчезновения». 
Причиной его исчезновения стало то, что он пустился в бега, после того как он был уличён в поедании человеческих мозгов, а за его голову назначили очень высокую награду (около миллиона). Что интересно, его бывший спортивный врач, профессионально занимающая починкой гладиаторов — Кирен, в курсе о причинах его исчезновения.
Похож на Макаку тем, что имеет похожее тело, но поскольку он сам является гладиатором (хоть и бывшим), в отличие от Макаку его тело не чужое, а его собственное. Вследствие этого факта, у Гурюсики, отсутствует имеющееся у Макаку другое — истинное тело, в виде кибернетического червя.
Сэйю — Рюдзабуро Отомо

### Рася и Идзути
Рася  (ラシャ, имя в аниме) / Идзути  (イズチ,имя в манге) — сообщник Макаку в манге и Гурюсики в аниме, за голову которого согласно аниме назначена награда в 100 тысяч. Однако, в игре Gunnm: Martian Memory предстаёт как независимый тип противника за голову которого назначена награда в 6500. Как и Макаку и Гурюсика разыскивается за поедание мозгов. И в манге и в аниме (а также игре) имеет идентичную внешность — киборг-панк, вооружённый кривым клинком похожим на большой серп (в игре также умеет метать ножи). Согласно игре его рост 175 см.
Сэйю — Сансиро Нитта

## Важные персонажи, присутствующие только в манге

### Профессор Нова
Профессор Дести Нова (яп. ディスティ・ノヴァ Дисут'и Нов'а, Desty Nove) — сумасшедший учёный, занимающийся нанотехнологиями, а также чудовищными экспериментами. В этих экспериментах, которые он ставит и над живыми людьми, и киборгами, ему помогают красивая ассистентка Илаи (яп. イーライ И:рай) и огромный громила Базарльд (яп. バーゼラルド Ба:дзэрарудо).
Профессор внедрил себе и своим помощникам нанороботы, многократно ускоряющие процессы регенерации и заживляющие самые страшные раны (вплоть до смертельных). Является бывшим гражданином Салима, сбежавшим из рая (по сравнению с жизнью обычных людей, Салим действительно похож на рай) после того, как узнал изнаночную сторону этой «утопии». Люди, которые узнают правду, обычно сходят с ума и попадают на принудительное лечение, Нове же удалось бежать. Как и все, кто успешно покинул Верхний город, он долгое время не вызывал особого интереса со стороны Салима и жил буквально в его тени (в Кудзу-Тэцу-Мати, на который падает тень Салима).
Затем его успехи в нанотехнологиях привлекли к себе пристальное внимание спецслужб Салима, и за ним начали охоту. Пока профессор жил в Кудзу-Тэцу-Мати, он обзавёлся сыном, который позднее получил известность как диджей Каос. Оказалось, что сын страдает раздвоением личности, тогда в качестве лечения Дести Нова провёл окончательное разделение личности и дал второй кибернетическое тело, поделив, таким образом, своего сына на «Джекилла и Хайда».
В Кудзу-Тэцу-Мати профессор старался не привлекать к себе особого внимания, поэтому в первых томах манги он присутствует лишь как загадочный персонаж со знаком Салима на лбу и в развитии повествования не участвует. Однако с ним связаны многие загадки и тайны, казалось бы, нарушающие всякую сюжетную логику. В 5 томе манги (или в 4 Complete Edition, где тома разбиты), когда он появляется лично, эти загадки начинают получать логическое объяснение. С момента первого появления и на протяжении многих томов Нова производит впечатление главного злодея, противостоящего Галли. На самом деле, как поясняет Юкито Кисиро в интервью, включённом в «Энциклопедию Снов оружия», профессор является трикстером, находящимся за гранью добра и зла. Более того, в последнем томе оригинальной манги (не в Complete Edition, где сюжет обрывается перед этим), он оказывает помощь Галли: даёт новое тело и помогает пробраться в Салим. Перед этим он её убивает, а затем сам же реанимирует (считает это очень забавным).
Кроме того, Дести очень любит пудинг из заварного крема, который поедает как во время экспериментов, так и во время раздумий, а также для поднятия настроения и по любым другим поводам: постоянно расхаживает с блюдцем в одной руке, и с ложечкой в другой. Он даже запрограммировал наноассемблеры на создание пудингов: поместил внутрь машину, которая перерабатывала пищевые отходы в пудинги. Машина выглядела, как мусорный бак с круглым люком внизу, и когда внутрь помещали пищевые отходы и добавляли воду, из люка вылезал пудинг. Но поскольку Профессор, увлечённый своим занятием, забыл подумать о выключателе для наноассемблеров, то дело чуть не закончилось катастрофой — наноассемблеры, разъев машину, начали перерабатывать на пудинги всё вокруг Несмотря на любовь к сладостям, профессор не только не толстеет, но и отличается худощавым телосложением, сочетающимся с лёгкой сутулостью. Имеет волосы пепельно-белого цвета и носит странные очки в оправе металлически-серого цвета, а также обычно одет в незастёгнутый белый халат. Согласно GUNNM: Gaiden, сбежал из Салима за 16 лет до того, как Идо нашёл Галли.
Имя «Desty Nova» было взято Юкито Кисиро из песен группы Blue Oyster Cult, в которых это имя принадлежит астрологу. В качестве источников вдохновения при создании образа Новы, Юкито упоминает доктора Франкенштейна, а также тяжёлый металл (особенно в исполнении Blue Oyster Cult), и научную фантастику, связанную с тяжёлым металлом. По его словам всё это вдохновило его на создание образа тёмного кибер-доктора, чьё мрачное чувство юмора было создано под впечатлением от смеха в песне «Amadeus». По мнению мангаки образ Новы призван воплощать идеализированный образ учёного, находящегося за гранью морали и представлений о добре и зле, продвигая прогресс и развитие цивилизации без оглядки на какие-либо существующие в обществе ограничения. Именно поэтому его существование и деятельность, порой признаются антиобщественными и общественно опасными. Нахождение за гранью добра и зла, также определило то, что автор придал Нове характер трикстера. Стиль жизни профессора основан на том, как хотел бы жить Юкито Кисиро, если бы был одновременно как крупнейшим экспертом по нанотехнологиям, так и человеком, все жизненные амбиции которого полностью воплощены. То есть, не нуждаясь ни в зарабатывании на жизнь, ни в финансировании исследований нанотехнологий, сам планировал бы своё собственное время и сам выбирал бы свой образ жизни. В Tech Notes к 8 тому первого издания, автор манги - Юкито Кисиро признаётся в том что тоже очень любит пудинг из заварного крема (а также пришет, что очень любит рамэн и не любит морепродукты). Что касается его жестоких исследований то, занимаясь исследованиями «частиц кармы» (яп. 業子 Го:си), он пытается, объяснив Карму с точки зрения квантовой механики, получить теорию, дающую всё что он пожелает. В итоге, в удалённой концовке (присутствовавшей в первоначальной версии манги), он путём нанотехнологий превращает свою голову в суперкомпьютер (в форме цветка тюльпана), предназначенный для решения «механического уравнения частиц кармы». Причём решение составленного уравнения имеющимся в его распоряжении «цветком тюльпана» потребует 5670 миллионов лет. 

### Коёми
Коёми (яп. コヨミ Коёми) — единственная дочь владельца бара «Канзас». Впервые появляется в манге в качестве младенца, которого спасает Галли от ворвавшегося в бар преступника. Позднее предстаёт в качестве маленького ребёнка, и с ней на досуге играет Галли. Спустя годы, став подростком, Коёми сбегает из дома в поисках приключений и становится одной из ключевых персонажей манги.
Как и большинство подростков, Коёми склонна к опрометчивым и необдуманным поступкам. Учитывая высокую эмоциональность и импульсивность Коёми её действия нередко продиктованы внезапно пришедшей в голову мыслью, которую она, недолго думая, тут же берётся реализовывать. Под влиянием эмоций она, порой, может кого-нибудь обидеть, совершенно не задумываясь о том, что обида может оказаться незаслуженной. При этом импульсивность у неё сочетается с упорством и настойчивостью, нельзя сказать, что она «легко загорается и легко тухнет». Загоревшись какой-либо идеей, Коёми непременно пытается её воплотить, причём немедленно, сию секунду. Наглядным примером является то, как она сбежала из дома в поисках приключений, понадеявшись лишь на удачу и свою собаку. Если бы не крайнее везение, даже кибернетическая собака боевой модели вряд ли смогла бы спасти её от вооружённых банд за городом (в городе серьёзное оружие сурово контролируется, а охотники за головами не дают образоваться сколь либо крупным бандам).
Свою везучесть Коёми часто использует, играя в азартные игры. А собака, по кличке Fury (Ярость/Фурия), досталась ей от знаменитого охотника за головами. Он погиб в схватке с преступником, спасая Коёми (тогда ещё ребёнка), и успел перед смертью дать собаке приказ охранять Коёми. Помимо поиска приключений, Коёми называет ещё две причины для побега: во-первых, её отец залез в долги, спился, и начал по пьяни пускать кулаки в ход, во-вторых, она воочию хотела увидеть своего кумира — диджея Каоса, чью радиостанцию слушает каждый вечер, засыпая под его песни. Не любит носить юбки, предпочитая шорты (в детстве носила комбинезон). Волосы подвязывает лентой. Любимый тип обуви — ботинки. Имеет ярко-зелёные глаза и тёмно-рыжие волосы. Согласно «Gunnm Works» рост Коёми несколько меньше 1.5 метров, а сбежала она из дома в год, когда ей исполнилось 14 лет.
Как уже пояснялось выше (см. про Галли), Коёми, чьё рождение в Gunnm: Gaiden и Gunnm Complete Edition является точкой отчёта для хронологии событий, введена с целью помочь читателю лучше понять мир произведения. А именно, процесс познания Коёми окружающего её мира, является ненавязчивой формой введения читателя в мир произведения. Особенностью хронологии по Коёми является наличие нулевого года: A.K. 0 — год когда родилась Коёми; A.K.1 — год в который Коёми исполнилось 1 год; B.K. 1 — за год до рождения Коёми. Позднее, в продолжении манги — Gunnm: Last Order в качестве основной вводится хронология от запуска Первого Спутника.

### Фогир Фор
Фогир Фор (яп. フォギア・フォア Фогиа Фоа, Fogir Fore) — наёмник, мастерски владеющий боевым искусством. Может побеждать киборгов в рукопашном бою, сам не будучи киборгом. Имеет мускулистое телосложение, на ноги надевает шипованные поножи в сочетании с крепкими ботинками, однако, наручи на руках отсутствуют. На лбу носит японскую повязку для волос из разноцветной ткани, также носит хвост и ахогэ перевязанные красными леточками. Много проводит времени на открытом воздухе и потому сильно загоревший.
Родом из рыбацкой деревеньки Алхамбра, существующей на полузатопленных руинах одноимённого города. Живя в Алхамбре, Фогир Фор рыбачил, а также участвовал в охоте с гарпуном на гигантского 20-метрового морского змея. Прибыл в Город Свалки Металлолома с целью посмотреть на Салим, но в Салим он не попал. Город Свалки Металлолома ему не понравился. Тем не менее, он не стал возвращаться, а остался, чтобы подзаработать. После того, как Вектор из-за участившихся нападений на товарные поезда (среди товаров были пищевые продукты для Фабрик Салима) решил вдвое повысить плату охранникам поезда, Фогир нанялся в эту охрану. Очень хочет научиться играть на губной гармошке, отличается большой уверенностью в себе, порой на грани самоуверенности, но способен совершать благородные поступки. Обладает немного странным чувством юмора, порой его шутки не совсем уместны.
В удалённой с целью написать продолжение концовке манги, про него дополнительно пояснялось, что он является бойфрендом Галли — подробность, отсутствующая в кратком упоминании визита Галли в Алхамбру. И он играл важную роль в завершении манги хэппи-эндом.
В приложении «Gunnm Works» к изданию манги в формате «дэ люкс» имеются скетчи Фогиры, на которых он вооружён катаной (в манге он обходится без холодного оружия, и только в рыбной ловле использует гарпун; за пределами Кудзу-Тецу-Мати также пользуется огнестрельным оружием).

### Лу Коллинз
Лу Коллинз (яп. ルゥ・コリンズ Ру: Кориндзу, Lou Collins) — подруга и оператор Галли в GIB. Как и все офисные сотрудники разведки Салима — Наземного Инспекционного Бюро (Ground Inspection Bureau — GIB), является его гражданкой. На её операторском пульте находится экран, где отображается все, что видит и слышит Галли, а также показана информация с беспилотного летательного аппарата, который наблюдает за местностью вокруг Галли. Кроме того, у Лу Коллинз есть джойстик для ручного управления летательным аппаратом и моноциклом-вездеходом Галли. Позднее, в качестве дополнительного средства обратной связи, она получила от доктора Рассела (ответственного за технику GIB) маленькую тиби-куклу Галли, которая стала аватарой Галли. Группа крови — AB. Цвет волос золотистый. Носит с собой пистолет и однажды чуть не застрелила главу GIB — Биготта. Это едва не случилось в первый рабочий день Лу: она ещё не знала сотрудников GIB в лицо и заблудилась, а Биготт вызвался отвести её к дверям GIB.
Как и Галли, Лу Коллинз появилась ещё в додзинси «Rain-Maker» (яп. レインメイカー Рэйн Мэйка:), и с самого начала являлась личным оператором Галли, с той разницей, что организация носила название не GIB, а TUNED. Кроме того, Салим как таковой отсутствовал, и TUNED — являлась просто правительственной организацией. В манге Gunnm термин TUNED из названия организации, превратился в название технологию по которой изготовлены тела киборгов GIB

### Диджей Каос
Диджей Каос (яп. ケイオス Кэйосу) — сын профессора Новы, ведущий и главный исполнитель одноимённого радио «Каос». Играет музыку, поёт песни под аккомпанемент синтезатора «Yamaha Dx7», который когда-то давно принадлежал Алану Парсонсу. В связи с тем, что Каос обладает даром психометрии (прикасаясь к предмету, может узнать его историю и истории тех, кто им владел), он способен играть любую музыку, которую в прошлом исполняли на этом синтезаторе. Как и всякий фанатичный радиолюбитель, умеет чинить электронику. Его радиостанция размещена в огромном трейлере-вездеходе (высотой в несколько этажей), где он живёт и постоянно путешествует.
Увлекается археологией: благодаря своему дару узнаёт прошлое предмета и способен получить опыт его прошлых владельцев. Так, например, владеет катаной, принадлежавшей знаменитому мастеру меча — Рюкусаю Татибане, — и благодаря психометрии сам овладел техникой меча этого мастера. Однако Каосу повезло не со всеми способностями, в частности, из-за смещённого восприятия его зрение целиком лежит в инфракрасном диапазоне, вместо звука же он слышит радиоволны, не может произносить звуки, хотя может издавать радиосигналы. В связи с этими особенностями пережил в детстве много неприятных минут. Кроме того, у него проблемы со здоровьем, и иногда (не всегда) Каос пользуется костылём-тростью с подлокотником. Над сердцем находится имплантат в виде запятой, хвост которой направлен вниз к середине тела. Имплантат был установлен его отцом в медицинских целях.
Одним из детских воспоминаний является случай о том, как отец подарил ему яйцо, из которого вскоре вылупился птенчик. Яйцо находилось в клетке без дверцы и лежало в маленьком гнёздышке. Каосу очень хотелось погладить птенчика, и однажды, когда птенчик уже стал взрослой птицей и начал летать в клетке, он не удержался и вскрыл клетку. Птица вылетела и тут же была застрелена одним из роботов Фабрики за нарушение запрета на полёты. Бедного птенчика разорвало в клочья, Каос очень долго рыдал, а его отец (профессор Нова) начал хохотать, обвиняя его в глупости, — ведь все знают, что Законы Фабрики запрещают летать. Каос любит одеваться во всё белое, включая короткую белую накидку, как и его отец имеет волосы пепельно-белого цвета.. Обычно носит либо очень тёмные очки, либо очки с перфорацией (перфорированные непрозрачные пластины вместо стёкол). Является другом жителей подземного города, помогающих ему в археологических раскопках, когда он приезжает к ним погостить. По GUNNM: Gaiden, родился за 15 лет до того как Идо нашёл Галли, а по «Gunnm Works» Коёми, бежав из дома, встретила своего кумира в год, когда ей исполнилось 14 лет. С учётом нулевого года: B.K.14+A.K.0+A.K.14. ему 28-29 лет. Жасмин, безнадёжно влюблённая помощница, всегда сопровождает его в путешествиях и тоже работает на радио «Каос».
По признанию самого Юкито Кисиро, первоначально он планировал использовать способности Каоса к психометрии, чтобы показать забытое прошлое как членов Bar Jack, так и их жертв, но его огромному сожалению, эти планы так и не были воплощены в реальность

### Ясуган
Ясуган (ジャシュガン Jasugun) по прозвищу «Император» (帝王, тэйо) — непобедимый чемпион, живая легенда игры в моторбол, играющий в высшей лиге под номером «0».

### Дэн
Дэн (яп. 電 Дэн, Den) — тёмная половинка диджея Каоса, главарь банды Bar Jack (バージャック, киридзи: Ба: Дзякку). В детстве диджей Каос страдал раздвоением личности, причём даже профессор Нова ни о чём не догадывался, потому что во время приступов Каос, впадавший в неконтролируемую ярость, находился вне дома. Сам Каос долго считал, что страдает провалами в памяти. Придя в себя, он порой обнаруживал, что руки покрыты кровью, а кругом лежат свежие окровавленные трупы. Однажды такой приступ произошёл прямо в день рождения Каоса (между 15 и 16-летием), и всё закончилось почти трагично: Нова и его помощник Базарльд были убиты. К счастью, профессор Нова на всякий случай внедрил себе и помощнику наномашины, многократно ускоряющие процессы регенерации, в критический момент наномашины сработали и реанимировали убитых. Воскресший Нова не поверил, что подобное мог совершить его сын, всегда славившийся добротой и сердечностью, поэтому первыми словами ожившего профессора были: «Это не ты, Каос». Придя в себя, он провёл полное медицинское обследование сына и обнаружил раздвоение личности. Нова решил исправить ситуацию по-своему: дал второй личности отдельное тело и разделил Каоса на Каоса и Дэна, как доктор Джекилл разделился на Джекилла и Хайда, — с той разницей, что Джекилл и Хайд, в отличие от Каоса и Дэна, не могли существовать одновременно. При этом и Каос, и Дэн получили по имплантату в форме запятой. Соединённые запятые похожи на знак инь-ян. У Каоса этот имплантат находится над сердцем , а у Дэна, получившего кибернетическое тело, изначально располагался в центре груди.
После разделения профессор Нова отпустил Дэна на все четыре стороны и посоветовал идти туда, куда зовёт сердце. Дэн ушёл из города. За годы скитаний он обзавёлся катаной, ламинарными доспехами, а также организовал собственную банду. Доспехи специально сделаны наподобие самурайских, потому что Дэн всегда любил самурайский стиль боя, а во время дуэлей даже подражал самураям древности. Доспехи имели латную двойную юбку со множеством разрезов — как вертикальные полосы, составленные из горизонтальных полос брони, сюда также включался шлем с характерным назатыльником из горизонтальных полос, расположенных полукругом, и дополнительные полосы брони, имитирующие прочие элементы доспеха.
Когда банда Дэна значительно расширилась, он сменил своё человекообразное тело на тело гигантского кентавра, с хвостом из множества цепей. Был также создан увеличенный доспех, большая катана, гигантское рубящее копьё и гигантский щит. Причём к шлему, помимо рога на лбу, были добавлены ещё и нащёчники, делающие его несколько похожим на древнегреческие шлемы. Кираса походила опять же на греческую, а на груди появились дополнительные полосы брони, куда можно посадить попутчиков, как на балкон. Место латной юбки заняло конское покрывало. Со временем банда обзавелась бронетехникой, и Дэн, переименовав её в армию, объявил войну Салиму. Это снискало ему легендарную популярность среди тех, кто не любит Салим, в банду стали стекаться добровольцы, готовые пожертвовать своей жизнью ради свержения власти Салима.
Согласно «Gunnm Works» рост Дэна в теле «гигантского кентавра» ~9.5 метров, (не считая рога высотой более полуметра), а в теле «гигантского самурая» (используемого от случая к случаю) превышает 10.5 метров (тоже не считая длинного рога). Там же сообщается, что восстание против Салима было поднято в год когда Коёми исполнилось 9 лет.
По признанию самого Юкито Кисиро, он намеренно придал Дэну облик и привычки самурая (без объяснения того, с какой целью он это сделал)

## Русские имена в Gunnm
В манге Gunnm также встречается ряд персонажей, чтение имён которых по киридзи даёт узнаваемые русские фамилии. Однако, в официальном переводе на английский от VIZ Media, перевод имён персонажей был сделан на английский с ромадзи.
- Дегтярёв デグチャレフ (в официальном переводе манги на английский «Дегчалев» («Degchalev»)) – страница 21 3 тома
- Калашников カラシニコフ(в официальном переводе манги на английский «Карашникофф» («Karashnikoff»)) – страница 57 3 тома
- Драгунов (в официальном переводе манги на английский «Долагунов» («Dolagunov»)) – встречается в приквеле к Gunnm Ashen Victor страница 14
- Потёмкин (ポチョムキン «Почомкин» («Pochomkin»)) – встречает в игре Галли по прибытии в Космический Город Йеру, в продолжении манги Gunnm: Last Order вместо него присутствует другой персонаж по имени Ага Мбади

## Отзывы и критика
Фантастический мир, созданный Юкито Кисиро, был отмечен положительными рецензиями на многих веб-сайтах. Обозреватель сайта MangaLife.com называет вселенную Gunnm «сложной и потрясающе убедительной». Онлайн-журнал Animefringe, посвящённый аниме и манге, превозносит «величественность творения Кисиро» и «живой, дышащий, пугающий, невероятно правдоподобный, возможно, даже пророческий взгляд на будущее человечества».
T.H.E.M Anime Reviews пишут:
Приятной особенностью этого произведения является отображение кибернетики и техники в контексте окружающего мира, без упора на сам сюжет.
Критик Anime News Network хвалит тщательную проработку задних планов, свойственную автору, а сайт JapanVisitor.com отмечает влияние на Кисиро таких писателей, как Филип Дик («Мечтают ли андроиды об электроовцах?») и Айзек Азимов («Я, Робот»). Отдельной похвалы удостаивается «размах мира» Gunnm и тот факт, что автор показывает двоякость нанотехнологий: они могут быть использованы как в добрых целях, так и в злых.
Обозреватель Mania.com считает, что мир сам по себе ужасен, но является отражением мира нашего: «страдания и невежество против сочувствия и человечности». Gunnm-Cyclopedia.org называет авторское видение будущего очень пессимистичным. С этим согласен и рецензент журнала «АниМаг», описывающий «драматичную атмосферу безысходности, тупика, в который человечество загнало само себя — бессменный атрибут жанра». По словам The Comics Get Serious, общество, представляющее собой «странную смесь людей, киборгов, роботов и мутантов, приковывает взгляд». На сайте DVDVerdict.com мир также назван очень мрачным, но интересным и интригующим, объединяющим элементы вселенной боевых роботов BattleTech и «Бегущего по лезвию».
Журнал Мир Фантастики и Фэнтези поместил главную героиню Gunnm - Галли на "доске потчёта" включив в 10 киборгов, в которой она вошла в первую тройку.